# Hymedesmia stephensi
Hymedesmia stephensi är en svampdjursart som beskrevs av Burton 1930. Hymedesmia stephensi ingår i släktet Hymedesmia och familjen Hymedesmiidae. Inga underarter finns listade i Catalogue of Life.